# C8H7Cl
化学式C8H7Cl（摩尔质量：138.59 g/mol）可能指：
- 氯苯乙烯，混合CAS号：92766-09-1 ，不包括双键碳氢被取代的混合CAS号：1331-28-8 
  - 邻氯苯乙烯，CAS号：2039-87-4 
  - 间氯苯乙烯，CAS号：2039-85-2 
  - 对氯苯乙烯，CAS号：1073-67-2 
  - α-氯苯乙烯，CAS号：618-34-8 
  - β-氯苯乙烯，CAS号：622-25-3 
    - (E)-β-氯苯乙烯，CAS号：4110-77-4 
    - (Z)-β-氯苯乙烯，CAS号：4604-28-8
- 一氯代立方烷，CAS号：23235-66-7
- 1-氯苯并环丁烯，CAS号：61599-88-0
- 4-氯苯并环丁烯，CAS号：1004-06-4

|  | 这个同类索引页列出了具有相同分子式的化学物（即同分異構體）条目。 除非您是有意链接至本页，否则应将相应条目的内部链接指向正确的条目。 |